# Пам'ятний знак святому Флоріану (Коцюбинчики)
Пам'ятний знак святому Флоріану в Коцюбинчиках — пам'ятка монументального мистецтва місцевого значення в Україні. Розташована в селі Коцюбинчики Чортківського району Тернопільської області, біля церкви.
Статус отриманий згідно з наказом управління культури Тернопільської облдержадміністрації від 27 січня 2010 року № 16. Перебуває у віданні Коцюбинської сільської ради.
Скульптура встановлена в центрі села.
Оголошена пам'яткою монументального мистецтва місцевого значення, охоронний номер 3057.